# Urzędowanie
Urzędowanie (ang. Clockwatchers) – amerykański komediodramat z 1997 roku wyreżyserowany przez Jilla Sprechera. Wyprodukowany przez Goldcrest Films International i John Flock Productions.
Premiera filmu miała miejsce 15 maja 1998 roku w Stanach Zjednoczonych.

## Opis fabuły
Iris Chapman (Toni Collette) jest młodą kobietą szukającą celu w życiu. Okłamując ojca, z którym mieszka – pozorując szukanie ambitnej pracy – dziewczyna zatrudnia się jako pracownik okresowy w globalnej firmie udzielającej kredytów. Nieśmiała Iris zostaje wprowadzona w tajniki biurowego życia przez trzy przyjaciółki.

## Obsada
- Toni Collette jako Iris Chapman
- Parker Posey jako Margaret Burre
- Lisa Kudrow jako Paula
- Alanna Ubach jako Jane
- Jamie Kennedy jako Eddie
- David James Elliott jako pan MacNamee
- Debra Jo Rupp jako Barbara
- Kevin Cooney jako pan Kilmer
- Bob Balaban jako Milton Lasky
- Paul Dooley jako  Bud Chapman
- Scott Mosenson jako Jack Shoberg
- Helen FitzGerald jako Cleo

i inni